# バハマ総督
バハマ総督（バハマそうとく、Governor-General of the Commonwealth of the Bahamas）は、英連邦王国に属するバハマの国家元首である国王（イギリス国王が兼ねる）の代理人としての総督である。公邸は首都のナッソーにある。

## 一覧 (1973年–現在)
| #  | 就任           | 退任           | 氏名                               | 備考                 |
| -- | -------------- | -------------- | ---------------------------------- | -------------------- |
| 1  | 1973年8月1日   | 1979年1月22日  | サー・ミロ・バトラー               | 任期中に死去         |
| 2  | 1979年1月22日  | 1988年6月25日  | サー・ジェラルド・キャッシュ       |                      |
| 3  | 1988年6月26日  | 1992年1月1日   | サー・ヘンリー・ミルトン・テイラー |                      |
| 4  | 1992年1月2日   | 1995年1月2日   | サー・クリフォード・ダーリング     |                      |
| 5  | 1995年1月3日   | 2001年11月13日 | サー・オーヴィル・ターンクエスト   |                      |
| 6  | 2001年11月13日 | 2005年11月30日 | デイム・アイビー・ダモント         | 2002年1月1日まで代理 |
| *  | 2005年12月1日  | 2006年2月1日   | ポール・アダレイ                   | 代理                 |
| 7  | 2006年2月1日   | 2010年4月14日  | アーサー・ディオン・ハンナ         |                      |
| 8  | 2010年4月14日  | 2014年7月8日   | サー・アーサー・フォルケス         |                      |
| 9  | 2014年7月8日   | 2019年6月28日  | デイム・マルグリット・ピンドリング |                      |
| 10 | 2019年6月28日  | 2023年9月1日   | コーネリアス・スミス               |                      |
| 11 | 2023年9月1日   | 現職           | シンシア・A・プラット              |                      |